# Ioan Pop (avocat)
Ioan Pop (n. 1 februarie 1880, Bucerdea Vinoasă, Comitatul Alba de Jos, România – d. 1953, Sighetu Marmației, Maramureș, România) a fost un deputat în Marea Adunare Națională de la Alba Iulia, organismul legislativ reprezentativ al „tuturor românilor din Transilvania, Banat și Țara Ungurească”, cel care a adoptat hotărârea privind Unirea Transilvaniei cu România, la 1 decembrie 1918.:p. 77

## Biografie
Ioan Pop, s-a născut în Bucerdea-Vinoasă,  comuna Ighiu, județul Alba, la 1 februarie 1890. Între anii 1892-1897 a fost elevul Liceului reformat calvin maghiar “Bethlen Gabor” din Aiud, după absolvirea căruia a urmat cursurile Facultății de Drept a Universității din Cluj, la 10 septembrie 1901 obținând diploma de licențiat în științe juridice. Patru ani mai târziu, Ioan Pop obține și titlul de doctor în filosofie.
Ucenicia în practica avocaturii o face la Alba Iulia, în cabinetul avocatului Camil Velican, doctor în științe juridice. La 26 iunie 1909 obține diploma de avocat “deplin” la Tabla regească din Târgu Mureș. Într-un act semnat de Andrei Bârseanu în anul 1911, președintele “Astrei” îl menționează pe Ioan Pop ca membru “fundațional” al societății. Acest act este o dovadă a implicării lui Ioan Pop în activitatea culturală și bisericească a timpului.Ioan pop a profesat ca avocat.
S-a ocupat de organizarea Marii Adunări Naționale din 1 decembrie 1918, membru în Marele Sfat Național, prefect de Alba în 2 rânduri, Inspector General Administrativ, subsecretar de Stat la Interne, deputat în parlamentele 1927, 1933.
În amintirea fiului pierdut prematur, familia Pop a înființat “Fundațiunea Dr. Ioan Pop”, cu un capital inițial de 200,000 lei, acest fond bănesc fiind destinat achiziționării unor cărți și rechizite.
A rămas amintirea lui Ioan Pop care și-a pus viața în slujba oamenilor și a locurilor natale, a rămas amintirea lui Ioan Pop ca cel dintâi prefect român al județului Alba. Avocatul Ioan pop s-a stins din viață în închisoarea din Sighet, în anul 1953.:p. 268
Ioan pop a ctitorit biserica Sfinții Arhangheli Mihail și Gavriil, Parohia Bucerdea Luminoasă, Protopopiatul Alba Iulia.

## Activitatea politică

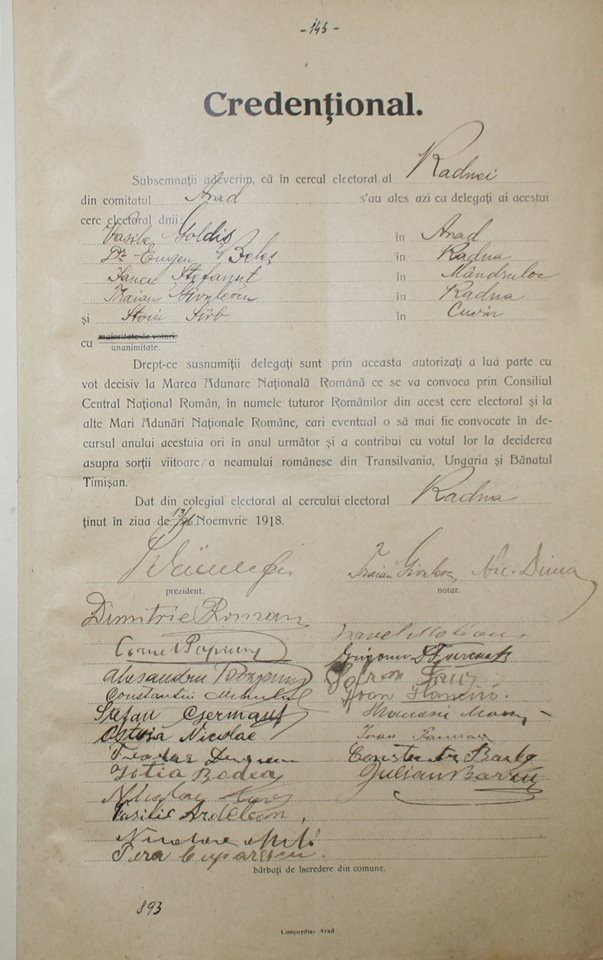
Credențional

Din data de 14 noiembrie 1918 a fost membru al Consiliului Național Român din Alba Iulia, organism care a avut un important rol în pregătirea și desfășurarea Marii Adunări Naționale de la Alba Iulia, din 1 decembrie 1918.
După actul Marii Uniri, dr. Ioan Pop a fost ales președinte al organizației județene Alba a Partidului Național Român, iar de la 11 ianuarie 1919 și prefect al județului Alba. În anul 1929, dr. Ioan Pop. inspector general administrativ, a fost numit președinte al comitetului local de organizare a Serbărilor Unirii. În noua calitate, Ioan Pop a cerut și a obținut mutarea prefecturii județului Alba de la Aiud la Alba Iulia.
Din cauza prea multelor îndatoriri politice și administrative, la 9 mai 1930 a demisionat din funcția de inspector general administrativ. La 9 iunie 1930, prin decret regal, a fost numit subsecretar de stat pe lângă departamentul internelor. Această funcție a deținut-o și în timpul guvernelor prezidate de Iuliu Maniu și Alexandru Vaida Voedod.:p. 77:p. 268

## Recunoașteri
Pentru activitatea pe care a desfășurat‑o în slujba cetății, în administrație, în plan cultural și bisericesc, dr. Ioan Pop a primit numeroase decorații. La 17 mai 1929 a primit Ordinul “Coroana României”, în grad de Mare Ofițer. La 3 aprilie 1931 a primit Ordinul “Ferdinand I” în grad de comandor. La 20 mai 1933 i s-a acordat brevetul de atribuire a Ordinului “Steaua României”, în gradul de comandor. În anul 1933, la 11 noiembrie, a fost decorat cu semnul onorific “Vulturul României”, în gradul de Mare Ofițer, destinat a răsplăti pe senatorii și deputații din Parlamentul țării. Pentru activitatea pe care a desfășurat-o pentru înzestrarea armatei țării, la 20 septembrie 1940 a primit medalia “Centenarul Carol I”.